# فرودگاه هود

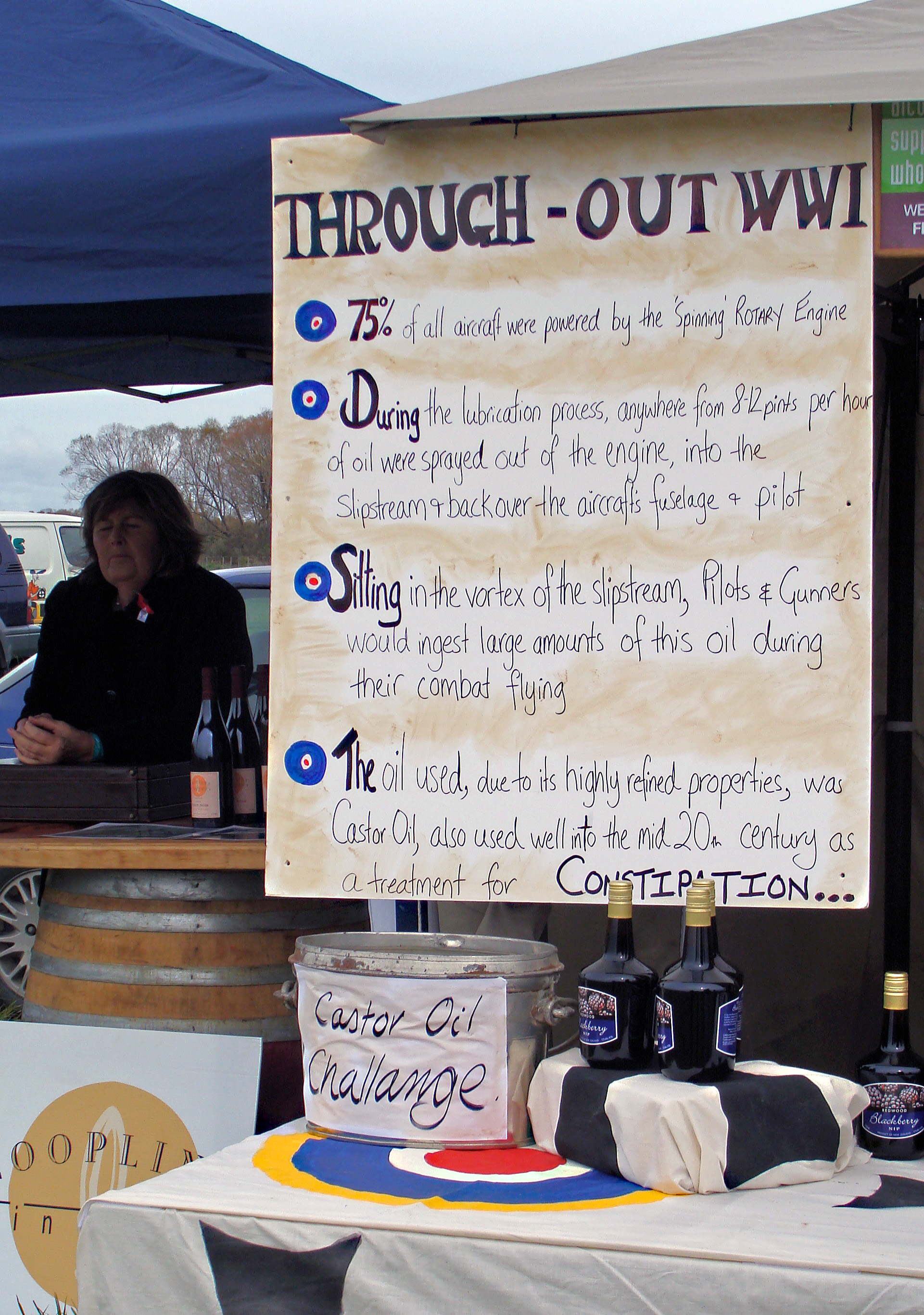
فرودگاه هود

فرودگاه هود (به انگلیسی: Hood Aerodrome) یک فرودگاه با کد یاتا MRO است که یک باند فرود آسفالت دارد و طول باند آن ۱۲۵۰ متر است. این فرودگاه در کشور نیوزلند قرار دارد و در ارتفاع ۱۱۱ متری از سطح دریا واقع شده‌است.